# Башкирово
Башкирово — упразднённая в 2024 году деревня в Брединском районе Челябинской области России. Входила на год упразднения в Боровское сельское поселение Брединского муниципального района.

## География
Расположена в северной части района, на северном берегу пруда, построенного на реке Камышлы-Аят (Камышлы-Аятские водохранилища). Расстояние до районного центра посёлка Бреды 33 км.
В деревне была одна улица, которая тянулась вдоль реки Камышлы-Аят

## История
Деревня основана в 1903 году при конезаводе золотопромышленника Гавриила Алексеевича Башкирова, названа по его фамилии.
В соответствии с постановлением Губернатора Челябинской области от 10.06.2024 г. № 169 была упразднена как населённый пункт..

## Население
| 1970 | 1977 | 1983 | 1997 | 2002 | 2010 | 2021 |
| ---- | ---- | ---- | ---- | ---- | ---- | ---- |
| 18   | ↘15  | ↘5   | →5   | ↘0   | →0   | →0   |

### Историческая численность населения
В 1926 году проживали 9 чел., в 1970 году — 18 чел., в 1995 году — 5 чел.